# Langen, Emsland
Langen là một đô thị thuộc huyện Emsland, trong bang Niedersachsen, Đức. Đô thị này có diện tích 33,52 km².